# Adromischus caryophyllaceus
Adromischus caryophyllaceus (Адроміскус гвоздичний) — сукулентна рослина з роду адроміскус родини товстолистові (Crassulaceae).

## Етимологія
Видова назва походить від лат. caryophyllon, що вказує на подібність квітів до квітів деяких гвоздичних.

## Морфологічні ознаки

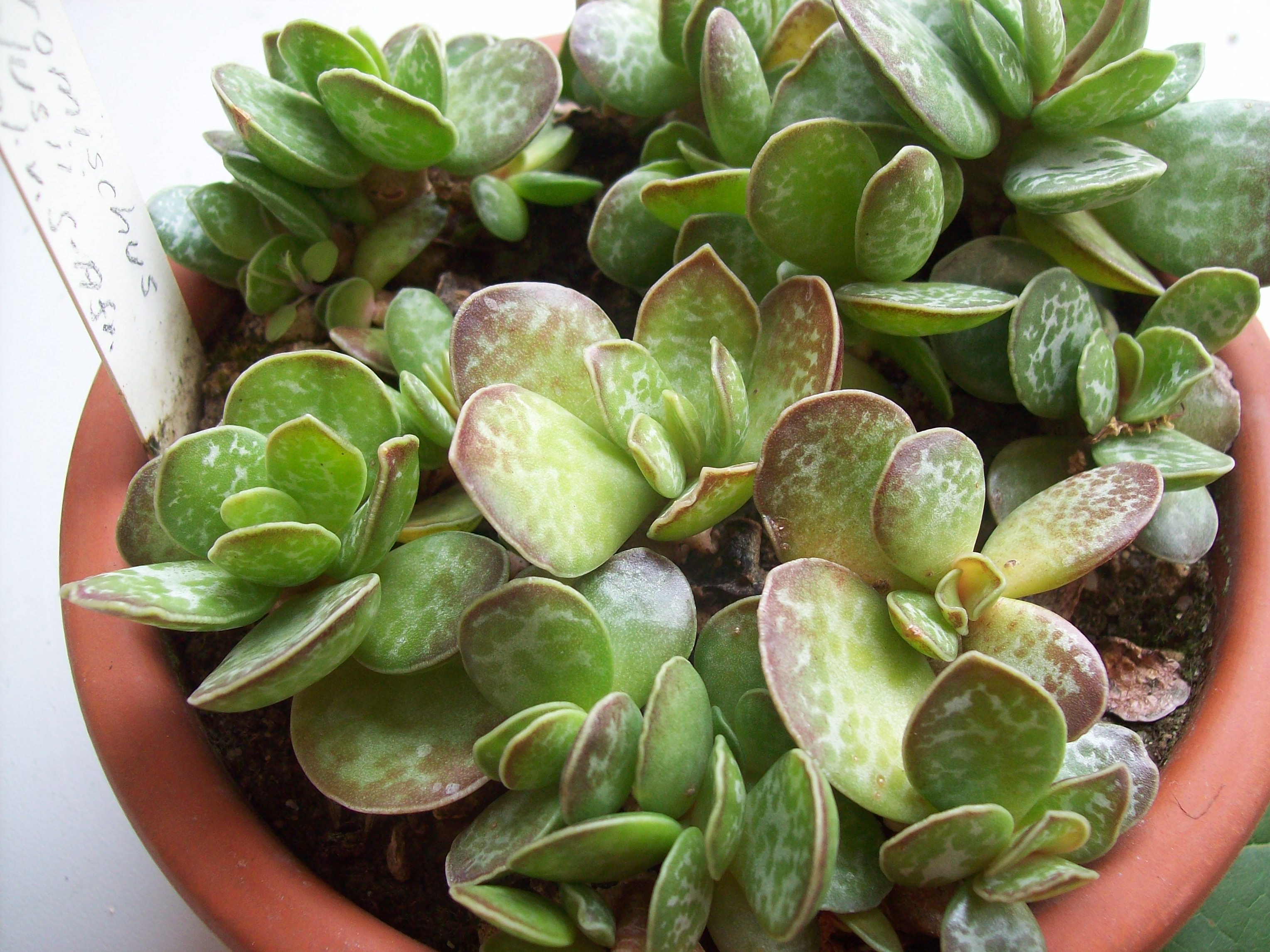
Adromischus caryophyllaceus в кімнатній колекції

Сукулентний багаторічник з прямостоячими або полягаючими гілками до 0,2 м завдовжки, зазвичай малорозгалужені, з волокнистим корінням. Листки прямоланцетні, рідше оберненояйцеподібні, від 8 (зазвичай 10—35) до 50 мм завдовжки і 6—16 (до 20) мм завширшки, більш-менш різко клиновидні, округлі, тупі або рідше гострі чи гостроподібні, сплощені у спинно-черевній частині та з роговим краєм у напрямку до вершини, зелені, сірувато-зелені або сірувато-коричневі, без темних плям. Суцвіття — щитівка з одним-декількома монохазіями з 1-3 квітками, 0,2—0,3 (до 0,4) м завдовжки, від сіро-зелених до зелених; квітконіжки 4—20 (до 25) мм завдовжки. Бруньки товсті і злегка поздовжньо-жолобчасті, поступово звужуються до верхівки, прямостоячі. Чашолисток 2,5-4 мм завдовжки, сіро-зелений. Віночок з воронкоподібною трубкою завдовжки 18-21 мм, сіро-зелений; частки яйцеподібно-трикутні, 4-6 мм завдовжки, гострі, шорсткі та з булавоподібними трихомами навколо горла, від білого до рожевого і з або без серединної смуги від лілового до темно-сливового кольору. Пильовики зібрані. Луски довгасті, 2,2—3 х 0,8—1,2 мм, вирізані, часто злегка розширені до основи. Період цвітіння: січень-березень (квітень).

## Поширення
Південноафриканський ендемік. Поширений в Західнокапській провінції, переважно пов'язаний із хребтом Лангеберга поблизу Робертсона та поблизу Моссел-Бей.

## Середовище проживання та екологія
Часто пов'язаний з відслоненнями гірських порід, мешкає на схилах пісковиків серед чагарників, але рідко зустрічається на відкритих місцях.

## Природоохоронний статус
Adromischus caryophyllaceus входить до Червоного списку рослин Південно-Африканської Республіки (англ. Red List of South African Plants) зі статусом Види в найменшій загрозі.